# Четвериков, Николай Сергеевич (невропатолог)
Николай Сергеевич Четвериков (1895—1972) — советский учёный и педагог в области невропатологии, доктор медицинских наук (1937), профессор (1936). Депутат Моссовета (с 1947).

## Биография
Родился 30 марта 1895 года в Москве.
С 1916 по 1921 год обучался на медицинском факультете Московского государственного университета.
С 1921 по 1925 год на научно-исследовательской работе на кафедре нервных болезней Московского университета под руководством Г. И. Россолимо. С 1925 по 1936 год на клинической работе в неврологических стационарах губернских больниц, а также на научно-исследовательской работе в Государственном институте физиотерапии.
С 1936 по 1938 год на педагогической работе в Куйбышевском медицинском институте в должности заведующего кафедрой нервных болезней. С 1938 по 1943 год на научно-исследовательской работе во Всесоюзном институте экспериментальной медицины АМН СССР в должности заместителя директора клиники нервных болезней. С 1943 по 1949 год на научной работе в Московском областном научно-исследовательском клиническом институте в должности заместителя директора неврологической клиники, с 1945 по 1949 год — директор клиники вегетативной патологии.
С 1949 по 1950 год на педагогической работе в 4-м Московском медицинском институте — в должности заведующего кафедрой нервных болезней. С 1950 по 1953 год работал в КНР в качестве советника Минздрава КНР. С 1953 по 1959 год на научно-исследовательской работе в Государственном Центральном институте курортологии в должности заведующего неврологическим отделением. С 1959 по 1972 год на педагогической работе в Центральном институте усовершенствования врачей в должности заведующего кафедрой нервных болезней
.

### Научно-педагогическая деятельность
Основная научно-педагогическая деятельность Н. С. Четверикова была связана с вопросами в области невропатологии и травм нервной системы, основные исследования в области проблем соляритов и ганглионитов, патогенеза трофоневрозов и патологии периферических и центральных отделов вегетативной нервной системы. Под его руководством была разработана концепция вазоспастической болезни, объединяющая ряд заболеваний с сосудистыми нарушениями.
Н. С. Четвериков с 1947 года избирался депутатом Московского городского совета, являлся членом Учёного медицинского совета Министерства здравоохранения СССР и Президиума Всесоюзного научного общества психиатров и невропатологов и психиатров.
В 1937 году защитил диссертацию на соискание учёной степени доктор медицинских наук, в 1936 году ему было присвоено учёное звание профессор. Под руководством Н. С. Четверикова было написано около ста научных трудов, в том числе монографий, был редактором редакционного отдела «Неврология» второго издания Большой медицинской энциклопедией.
Скончался 21 ноября 1972 года в Москве.